# Енріке Бальєстерос
Енрі́ке Бальєстре́ро (за іншими джерелами Енрі́ке Бальєсте́рос; *18 січня 1905, Колонія-дель-Сакраменто — †11 жовтня 1969, Монтевідео) — уругвайський футболіст, воротар. Виступав за збірну Уругваю.
На чемпіонаті світу 1930 відіграв усі 4 матчі, в тому числі фінал. Завдяки відмінній грі допоміг збірній Уругваю стати чемпіонами.
Виступав також на чемпіонатах Південної Америки 1935 (перемога) і 1937 (3-тє місце) років.
Чотириразовий чемпіон Уругваю: Рампла Хуніорс (1927) і Пеньяроль (1935—1937).
Завершив кар'єру гравця в 1937 році.

## Титули і досягнення
- Чемпіон світу: 1930
- Чемпіон Південної Америки: 1935
- Бронзовий призер Чемпіонату Південної Америки: 1937